# Íguino
Íguino (en rus: Игино) és un poble de l'óblast de Kursk, a Rússia, que en el cens del 2010 tenia 119 habitants. Pertany al districte rural de Fatej.